# Пурпурові вітрила
«Червоні вітрила» або «Пурпурові вітрила» (рос. «Алые паруса») — повість-феєрія російського письменника Олександра Гріна про віру в диво і всепереможну, піднесену мрію, написана в 1916–1922 роках.
Повість перекладена англійською, німецькою, іспанською, французькою, італійською, грецькою, литовською, українською, білоруською, польською, болгарською, угорською і в'єтнамською мовами

## Сюжет
Феєрія починається історією про дівчинку Ассоль, яка втратила матір, коли мала всього вісім місяців. Ассоль жила в селі Каперна зі своїм батьком — моряком Лонгреном. Батько, людина замкнута і відлюдна, після відставки, щоб заробити собі і маленькій дочці на життя, став робити і продавати іграшки — майстерно виготовлені моделі вітрильників і пароплавів.
Земляки не дуже шанували колишнього моряка, особливо після одного випадку. Якось під час жорстокого шторму місцевого крамаря і шинкаря Меннерса віднесло в човні далеко в море. Єдиним свідком цього виявився Лонгрен. Він спокійно курив люльку на пірсі, спостерігаючи, як марно волає до нього Меннерс. Лише коли стало очевидним, що тому вже не врятуватися, Лонгрен прокричав йому, що ось так само і його Мері просила односельця про допомогу, але не отримала її.
Крамаря на шостий день підібрав серед хвиль пароплав, і той перед смертю розповів про винуватця своєї загибелі.
Не розповів він лише про те, як п'ять років тому дружина Лонгрена звернулася до нього з проханням дати трохи грошей в борг. Вона щойно народила крихітку Ассоль. Пологи були нелегкими, і майже всі залишені гроші пішли на лікування, а чоловік ще не повернувся з плавання. Меннерс порадив не бути недоторканною, тоді він готовий допомогти. Нещасна жінка в негоду вирушила в місто закласти каблучку, застудилася і померла від запалення легенів. Так Лонгрен залишився вдівцем з маленькою дочкою на руках і не міг вже більше ходити в море.
Що б там не було, а звістка про таку демонстративну бездіяльність Лонгрена вразила жителів села сильніше, ніж якби він власними руками втопив людину. Недоброзичливість перейшла мало не в ненависть і обернулася також на ні в чому не винну Ассоль, яка росла наодинці зі своїми фантазіями і мріями і ніби не мала потреби ні в однолітках, ні в друзях. Батько замінив їй і матір, і подруг, і земляків.
Одного разу, коли Ассоль мала вісім років, батько відправив її в місто з новими іграшками, серед яких була мініатюрна яхта з червоними шовковими вітрилами. Дорога йшла через ліс. Дівчинка спустила кораблик у струмок. Потік захопив його і поніс до гирла. Ассоль побігла за іграшковою яхтою і побачила незнайомця, що тримав у руках її кораблик. Це був старий Егль — «збирач пісень, легенд, переказів і казок». Він віддав іграшку Ассоль і повідав про те, що пройдуть роки, і, коли вона виросте і стане дорослою, за нею одного разу на такому ж кораблі під пурпуровими вітрилами припливе принц і відвезе в далеку країну…
Дівчинка розповіла про це батькові. На біду, жебрак, випадково чув її розповідь, розніс чутку про корабель і «заморського принца» по всій Каперні. Тепер діти знущалися з неї, кричали услід: «Гей, вішальнице! Червоні вітрила пливуть!». Так вона набула слави недоумкуватої.
Артур Грей, єдиний нащадок знатної і багатої родини, ріс у родовому замку, в атмосфері зумовленості кожного нинішнього і майбутнього кроку. Це, однак, був хлопчик з дуже живою душею, готовий здійснити своє власне життєве призначення. Був він рішучим і безстрашним.
Хранитель їхнього винного льоху Польдішок розповів йому, що в одному місці зарито дві бочки Аліканте часів Кромвеля: колір його темніший від вишні, а густе воно, як хороші вершки. Бочки зроблено з чорного дерева, на них подвійні мідні обручі, на яких написано: «мене вип'є Грей, коли буде в раю». Це вино ніхто не пробував і не спробує.
|  | Я вип'ю його, — сказав Грей, тупнувши ногою, і стиснув долоню в кулак: — Рай? Він тут!..Оригінальний текст (рос.) Я выпью его, — сказал Грэй, топнув ногой, и сжал ладонь в кулак: — Рай? Он здесь!.. |

При всьому цьому він був надзвичайно чуйним до чужої біди, і його співчуття завжди виливалося в реальну допомогу.
У бібліотеці замку його вразила картина якогось знаменитого мариніста. Вона допомогла йому зрозуміти себе. Грей таємно покинув будинок і вступив на шхуну «Ансельм». Капітан Гоп був доброю людиною, але суворим моряком. Оцінивши розум, завзятість і любов до моря молодого матроса, Гоп вирішив «зробити з цуценяти капітана»: познайомити з навігацією, морським правом, лоцією і бухгалтерією. У двадцять років Грей купив трищогловий галіот «Секрет» і плавав капітаном на ньому чотири роки. Доля привела його в Лісс, за півтори години ходьби від якого лежала Каперна.
З настанням темряви Грей і матрос Летіка, взявши вудки, відпливли на човні в пошуках підхожого для рибної ловлі місця. Під обривом за Каперною вони залишили човен і розвели багаття. Летіка вирушив ловити рибу, а Грей ліг біля багаття. Вранці він пішов побродити, як раптом у заростях побачив сплячу Ассоль. Вражений, він довго розглядав дівчину, а йдучи, зняв з пальця старовинне кільце і надів на її мізинець.
Потім вони з Летікою дійшли до трактиру Меннерса, де тепер господарював молодий Хін Меннерс. Той розповів, що Ассоль — місцева недоумкувата, яка мріє про принца і корабель із червоними вітрилами, і що її батько — винуватець загибелі старшого Меннерса і жахлива людина. Сумніви в правдивості цих відомостей у Грея посилилися, коли п'яний вугільник запевнив, що шинкар бреше. Грей і без сторонньої допомоги встиг дещо зрозуміти в цій незвичайній дівчині, розгадати її душу. Вона знала життя в межах свого досвіду, але понад те бачила в явищах сенс іншого порядку, роблячи безліч тонких відкриттів, незрозумілих і непотрібних жителям Каперни.
Капітан багато в чому і сам був таким самим, трохи «не від світу цього». Він вирушив у Лісс і відшукав в одній із крамниць пурпуровий шовк, з якого наказав зробити вітрило. У місті він зустрів старого знайомого — бродячого музиканта Ціммера — і попросив до вечора прибути на «Секрет» зі своїм оркестром.
Пурпурові вітрила здивували команду, як і наказ йти до Каперни. Попри це, вранці «Секрет» вийшов під пурпуровими вітрилами і до полудня вже був поблизу Каперни.
Ассоль була вражена видовищем білого корабля під пурпуровими вітрилами, з палуби якого лилася музика. Вона кинулася до моря, де вже зібралися жителі Каперни. Коли з'явилася Ассоль, усі змовкли і розступилися. Від корабля відокремився човен, у якому стояв Грей, і попрямував до берега. Через деякий час Ассоль вже була в каюті. Все сталося так, як і передбачив старий Егль.
Того ж дня відкрили бочку столітнього вина, яке ніхто і ніколи ще не пив. На ранок корабель був уже далеко від Каперни, несучи повалений незвичайним вином Грея екіпаж. Не спав тільки Ціммер. Він тихо грав на своїй віолончелі і думав про щастя…

## Історія створення
Перші записи, що стосуються «Пурпурових вітрил», Олександр Грін почав робити 1916 року. В чернетках до роману «Та, що біжить по хвилях» (1925) автор так описав першу появу задуму повісті:

Я маю «Пурпурові вітрила» — повість про капітана і дівчинку. Я дізнався, як це відбувалося, зовсім випадково: я зупинився біля вітрини з іграшками і побачив човник із гострим вітрилом із білого шовку. Ця іграшка мені щось сказала, але я не знав — що, тоді я прикинув, чи не скаже більше вітрило червоного, а краще того — пурпурового кольору, тому що в пурпуровому є яскраве тріумфування. Радість означає знання, чому радієш. І ось, розгортаючи з цього, беручи хвилі та корабель з пурпуровими вітрилами, я побачив мету його буття.Оригінальний текст (рос.)
[У меня есть «Алые паруса» — повесть о капитане и девочке. Я разузнал, как это происходило, совершенно случайно: я остановился у витрины с игрушками и увидел лодочку с острым парусом из белого шёлка. Эта игрушка мне что-то сказала, но я не знал — что, тогда я прикинул, не скажет ли больше парус красного, а лучше того — алого цвета, потому что в алом есть яркое ликование. Ликование означает знание, почему радуешься. И вот, развёртывая из этого, беря волны и корабль с алыми парусами, я увидел цель его бытия.] Помилка: [undefined] Помилка: {{Lang}}: немає тексту (допомога): текст вже має курсивний шрифт (допомога) 
Грін писав цю повість майже п'ять років. У одній із перших чернеток дія феєрії відбувалася в післяреволюційному Петрограді (як в оповіданні «Щуролов»), потім автор вирішив перенести героїв до своєї «Грінландії». Влітку 1919 року Гріна призвали в Червону армію зв'язківцем, чернетки повісті Грін всюди носив із собою в похідній сумці. Незабаром він захворів на висипний тиф і майже на місяць потрапив до Боткінських бараків.
Після одужання Гріну за сприяння Горького вдалося отримати академічний пайок і житло — кімнату в «Будинку мистецтв» на Невському проспекті, 15. Сусіди згадували, що Грін жив відлюдником, майже ні з ким не спілкувався, але саме тут він написав свій найзнаменитіший, зворушливо-поетичний твір — феєрію «Пурпурові вітрила». «Важко було уявити, що така світла, зігріта любов'ю до людей квітка могла народитися тут, у похмурому, холодному і напівголодному Петрограді, в зимових сутінках суворого 1920 року; і що виростила її людина зовні похмура, непривітна і ніби замкнута в особливому світі, куди йому не хотілося нікого впускати», — згадував Всеволод Рождественський. У числі перших цей шедевр захоплено оцінив Максим Горький, часто читав своїм гостям епізод появи перед Ассоль казкового корабля.
Попередню роботу над «Пурпуровими вітрилами» закінчено на початку грудня 1920 року. Надалі автор неодноразово вносив до рукопису виправлення. Чистового автографа повісті не збереглося.
Главу «Грей» надруковано в газеті «Вечірній телеграф», № 1 від 8 травня 1922 року. Цілком, у вигляді окремої книги, феєрію опубліковано 1923 року. Письменник присвятив її своїй другій дружині Ніні («Ніні Миколаївні Грін підносить і присвячує Автор. ПБГ, 23 листопада 1922 р.»). Повість входила в усі зібрання творів письменника.
Спершу назва повісті російською звучала як «Красные паруса», але тотожність кольору цієї назви кольору більшовицької символіки та страшні події, що відбувалися в тогочасному Петрограді після жовтневого перевороту 1917 року, змусили Гріна змінити назву твору. Відтоді оригінальна назва повісті звучить як «Алые паруса».

## Композиція
Повість-феєрія складається із семи розділів, кожний має свою назву. У творі 2 головні герої: Ассоль і Грей. Про кожного з них йде мова у 3 розділах. Останній розділ присвячується їм обом.
Розділи про Ассоль
- I «Пророкування»
- IV «Напередодні»
- VI «Ассоль залишається сама»

Розділи про Грея
- II «Грей»
- III «Світанок»
- V «Бойові готування»

Фінал повісті
- VII «Червоний „Секрет“»

У «Пурпурових вітрилах» Грін змальовує невідому країну, якої не існує, та героїв, що мають незвичайні імена. Проте це не чарівна казка про Попелюшку, котрій принц приніс кришталевий черевичок. Ассоль дочекалася дива, адже вона так вірила у свою мрію і ніколи не відмовлялася від неї, хоча й терпіла злидні та насмішки. Письменник утверджує думку про те, що треба завжди сподіватись на краще, не втрачати мужності та надії. Письменник утілив у творі думку про пошуки ідеального світу, де живуть сильні й красиві герої, здатні боротися за свою мрію й знаходити рідних по духу людей. Головний герой повісті Ґрей зробив те, про що все життя мріяв сам письменник, — став капітаном і подарував казку своїй коханій. Твір «Пурпурові вітрила» просякнутий світлою вірою в те, що людина може створити справжнє диво своїми руками. Письменник К. Паустовський сказав про цю повість: «Світ героїв Гріна здається нереальним лише людині, ницій духовно». Твір вчить бачити у буденному таємниче, відчувати добро і прагнути його, бути сильним духом та перемагати життєві негаразди, мати високу мрію і вірити, що мрії здійснюються.

## Система образів
Автор зумів показати два світи у творі: світ романтиків й світ обивателів.

### Герої твору
- Ассоль
- Батько Ассоль — Лонгрен, моряк
- Мати Ассоль — Мері
- Сусідка
- Егль — дарує мрію дівчинці
- Меннерс
- мешканці Каперни
- Грей
- Ліонель і Ліліан
- Капітан Гоп
- Слуги: Бетсі, Польдішок
- Матрос Летіка

### Символічні образи
- Пурпурові вітрила — символ мрії, надії на краще, величі кохання, що є рукотворним дивом.
- Назва яхти Грея «Секрет» — символ пошуку смислу людського буття, таємниці життя.
- Каперна — символ людського зла, жорстокості, ницості.
- Слово «рай» (у написі на старих бочках) — символ духовної єдності душ, піднесеного життя.
- Зоря — символ здійснення мрій, пробудження душі, кохання.
- Ассоль — символ світла, добра;
- Грей — символ втілення мрії в життя;
- пурпуровий колір — колір радості і краси, якої не вистачало у Каперні;
- море — символ бурхливої долі й водночас символ свободи, волі, природної гармонії;
- сонячне світло — символ просвітлення душі, ідеалу, кохання[8].

## Стильові особливості
Зі спогадів дружини письменника:
|  | Грін говорив, що, буває, години проводить над фразою, домагаючись найвищої повноти її вираження, блиску.Оригінальний текст (рос.) Грин говорил, что, бывает, часы проводит над фразой, добиваясь наивысшей полноты её выражения, блеска. |

Він був близький до символістів, які намагалися розширити можливості прози, дати їй більше вимірів — звідси часте вживання метафор, парадоксальні поєднання слів тощо.Взірець грінівського стилю на прикладі з «Пурпурових вітрил»:
Вона вміла й полюбляла читати, але й у книзі читала переважно поміж рядками, як жила. Несвідомо, шляхом своєрідного натхнення, вона робила на кожному кроці величезну кількість етерно-тонких відкриттів, несказанних, та важливих, як чистота й тепло. Вряди-годи — й це тривало низку днів — вона навіть перероджувалася; фізичне протиборство життя провалювалося, мов тиша в ударі смичка; й усе, що вона бачила, чим жила, що було довкруги, ставало мереживом таємниць в образі повсякдення. (Переклад Леоніда Кононовича)
Оригінальний текст (рос.)
Она умела и любила читать, но и в книге читала преимущественно между строк, как жила. Бессознательно, путём своеобразного вдохновения она делала на каждом шагу множество эфирно-тонких открытий, невыразимых, но важных, как чистота и тепло. Иногда — и это продолжалось ряд дней — она даже перерождалась; физическое противостояние жизни проваливалось, как тишина в ударе смычка, и всё, что она видела, чем жила, что было вокруг, становилось кружевом тайн в образе повседневности.

## Адаптації

### Екранізації
- Пурпурові вітрила (фільм) (1961), реж. Олександр Птушко.
- Ассоль (1982), реж. Борис Степанцев.
- Правдива історія про Червоні вітрила (2010), реж. Олександр Стеколенко.

### Музика
- Пісня барда Володимира Ланцберга «Червоні вітрила» (рос. Алые паруса) і пісня, що тематично примикає до неї, «А даремно ніхто не вірив у дива» (рос. А зря никто не верил в чудеса).
- Пісня Юрія Чернавського (на слова Леоніда Дербеньова) «Зурбаган», виконавець — Володимир Пресняков-молодший (1985).
- Пісня «Ассоль» група «Неприкасаемые», з альбому «Брел, брел, брел» (1994).
- «Ассоль і сірий» — пісня гурту «Зимовье Зверей» з альбому «Как взрослые»(2006).
- Інструментальний нью-ейдж, альбом Андрія Климковського «Алые паруса» (2000).
- Мюзикл «Алые паруса» Максима Дунаєвського за лібрето Михайла Бартенєва і Андрія Усачова (2010).
- «Ассоль» — пісня і назва музичного альбому Тетяни Снежиної.
- «Дурненька пісня (Ассоль)» (рос. Глупенькая песня (Ассоль)) — пісня гурту «Чиж & Co».
- Пісня «Ассоль» Павла Кашина.
- Пісня «Ассоль» радянської рок-групи «Маршал».
- Пісня Олексія Свиридова «Пурпрурові вітрила 70 років потому» (рос. Алые паруса 70 лет спустя).[11]
- Пісня Андрія Коробова «Монолог для Ассоль»
- Цикл пісень Оксо (театр «Невидимки») для мюзиклу «Алые паруса»: «Пролог», «Сусіди», «Зустріч Егля і Ассоль», «Пісня Егля», «Секрет», «Пісня Грея», «Маяк», «Пурпурові вітрила», «Колискова Лонгрена», «Морвовк», «Там вдалині».
- Пісня «Алые паруса» гурту «Зоопарк».
- Пісня «Алые паруса» московського speed/power-metal-гурту «Троя».
- Пісня «Алые паруса» гурту «Белая Гвардия»
- Сюїта «Червоні вітрила» Костянтина Мяскова (видана в Києві в 1970)[1]

### Скульптури
Скульптура головної героїні феєрії — Ассоль — встановлена:
- в парку імені С. М. Кірова в місті Кіров;
- в місті Геленджик на центральній набережній, в районі вул. Ангулем;
- на набережній міста Ханти-Мансійськ;
- в місті Череповець, на вул. Леніна.
- У 1968 році в місті Слобідському в честь повісті О. Гріна, Щоб ознаменувати п'ятдесятиріччя ВЛКСМ, був встановлений обеліск «Алий парус».

## Українські переклади
- Олександр Грін. Червоні вітрила : феєрія / Пер. з рос. Л. Смілянського; Передм. К. Паустовського; Мал. Б. Свєшнікова. — К.: Дитвидав, 1959. — 91 с.: іл.
- Олександр Грін. Пурпурові вітрила : феєрія / Пер. з рос. Л. Смілянського; Передм. К. Паустовського; Мал. Ф. Цибульського. — К. : Веселка, 1972. — 64 с.: іл.
- Олександр Грін. Червоні вітрила / Пер. з рос. Л. Кононовича. — К.: Грані-Т, 2007. — 95 с. — ISBN 978-966-4650-77-6.
- Олександр Ґрін. Пурпурні вітрила : феєрія / Пер. з рос. О. Думанської; Мал. Ю. Ясінської. — К. : Форс Україна, 2020. — 96 с. — ISBN 978-617-5480-05-2.